# Chevrolet Series FA
Chevrolet Series FA (або Chevrolet FA) 1917–1918 років — американський автомобіль, виготовлений підрозділом Chevrolet GM. Це була заміна серії F, яка мала покращення потужності двигуна та інших функцій. У цій трансформації серій існуючі назви автомобілів серій H і F, The Royal Mail і Baby Grand, були відкинуті на користь назв Roadster і Touring відповідно. У 1919 році серія FA була замінена на Chevrolet Series FB. Виробництво не було припинено, поки Сполучені Штати не вступили в Першу світову війну, починаючи з 1917 року.